# Strophanthus kombe
Strophanthus kombe là một loài thực vật có hoa trong họ La bố ma. Loài này được Oliv. miêu tả khoa học đầu tiên năm 1871.

## Hình ảnh

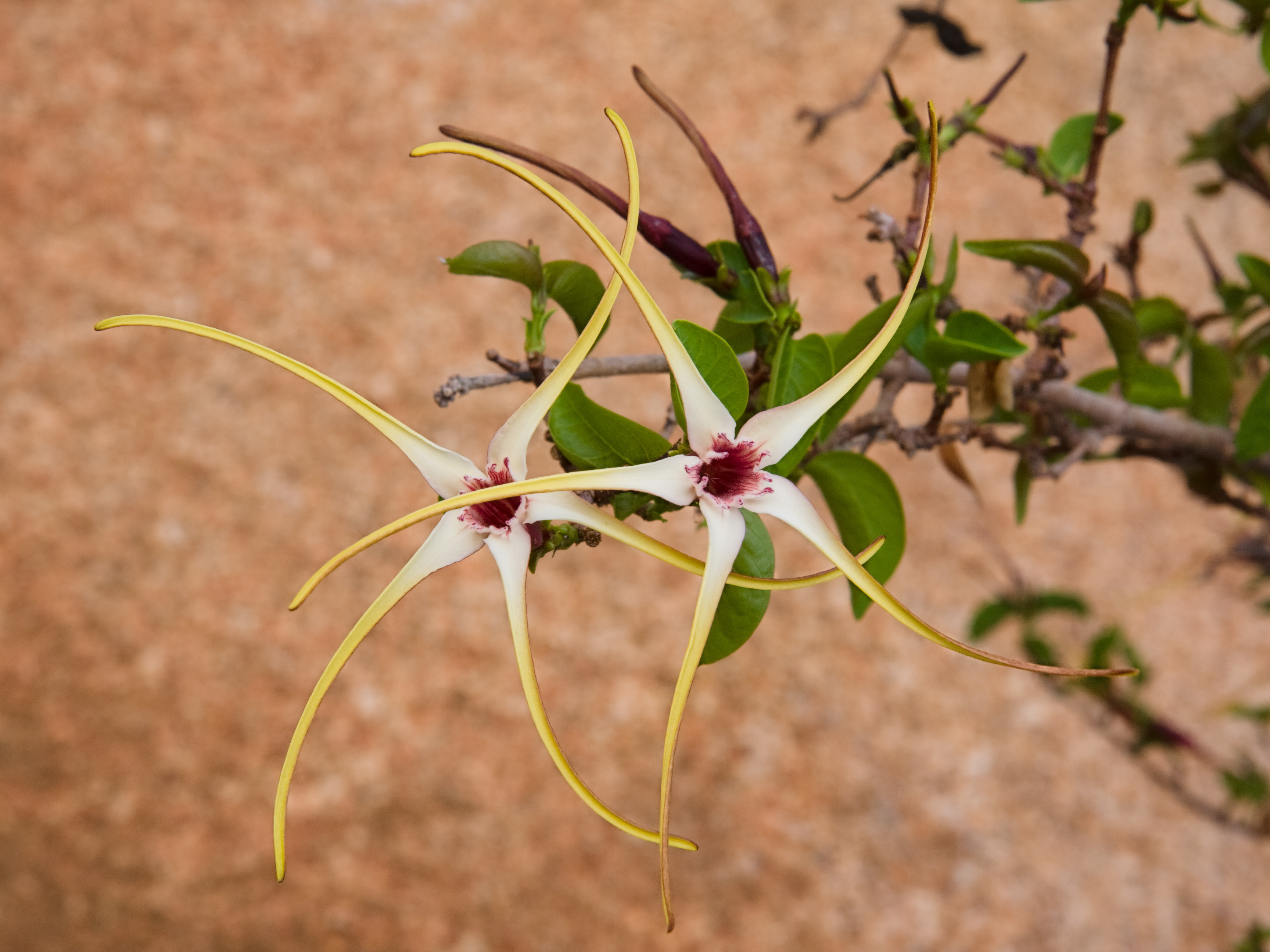